# Albert Sechehaye
Albert Sechehaye (* 4. Juli 1870 in Genf; † 2. Juli 1946 ebenda) war ein Schweizer Linguist und gehörte der saussurianischen Genfer Schule des Strukturalismus an. Sechehaye war ausserdem an der Edition von Saussures Cours de linguistique générale beteiligt.

## Leben
Sechehaye war Student der Universität Genf, wo er seit 1891 von Ferdinand de Saussure unterrichtet wurde. Er wurde Praktikant in Göttingen (1893–1902), wo er eine deutschsprachige Dissertation über den französischen Subjonctif im Imperfekt schrieb (eine besondere Zeitform der französischen Sprache, die heute nicht mehr verwendet wird). Nach seinem Praktikum liess er sich in Genf nieder, wo er bis zu seinem Tod blieb. 1906 heiratete er die Psychoanalytikerin Marguerite Burdet. Erst im Jahre 1939 wurde er in der Nachfolge von Charles Bally Professor. 

## Schüler oder Lehrer von Saussure?
Sechehaye ist der bekannteste Schüler von Saussure und zusammen mit Bally Herausgeber von dessen grossem Werk Cours de linguistique générale aus dem Jahr 1916. Die Rolle der Schüler beim Entstehen dieses Klassikers war bedeutend, denn einige Ideen des CLG fehlen in den Manuskripten von Saussure und müssen nach dessen Tod von den Autoren eingefügt worden sein (Saussure starb 1913).
Sechehaye hatte jedoch bereits 1908 ein Buch veröffentlicht, das einige strukturalistische Ideen und ein Programm der synchronen Linguistik und der Phonologie beinhaltete. Dieses Werk war Saussure bekannt, der es nach 1909 auch in seinen Vorlesungen mitverwendete. Obwohl einige Ideen, gleichzeitig von Sechehaye und Saussure entwickelt, internationales Ansehen als Werke des zweitgenannten erlangten, war Sechehaye lange Zeit mehr oder weniger unfreiwillig im Schatten seines Lehrers verborgen und blieb unbekannt. Peter Wunderli sieht Saussure gar als «Schüler des Sechehaye». Das ist wohl übertrieben, aber seine Rolle beim Entwurf des Strukturalismus darf nicht vernachlässigt werden.

## Linguistische Ideen
Das Werk Programme et méthodes de la linguistique théorique von 1908 war der erste von Sechehaye veröffentlichte Text nach seinem deutschen Aufsatz und war Saussure gewidmet. 
Er vertritt die These einer Linguistik des Gesetzes, die der Linguistik der Tatsachen jener Epoche entgegensteht. Nach Sechehaye ist die Linguistik des Gesetzes zeitlos und universell, während die Linguistik der Tatsachen von der Sprachgeschichte, insbesondere der Phonetik abhängig ist. Er teilt die Bereiche einer Sprache in «statische» und «dynamische» (oder «evolutionsabhängige») Teile ein. Die «statischen» Teile sind die primären Bestandteile der Sprache, denn sie werden von der Evolution nicht beeinflusst. 
Sechehaye vertrat Ideen der Ursprünge und der Veränderungen der Sprachen, er schlug eine quasi-algebraische Phonologie vor und befasste sich mit der Sprache ohne ordentliche Grammatik (etwa die der Kinder). Er empfahl eine psychologische Erforschung von Phänomenen der Sprache. 
Sein zweites Werk Essai sur la structure logique de phrase von 1926 konzentrierte sich auf die Syntax und ihre logischen Typen. In den Schriften der Jahre 1920–1940 präzisierte er das Konzept von Saussure und wünschte sich eine «Linguistik der organisierten Sprache». 

## Werke
- Der Konjunktiv Imperfecti und seine Konkurrenten in den normalen hypothetischen Satzgefügen im Französischen. In: Romanische Forschungen, Band XIX, Nr. 2, 1905.
- Programme et méthodes de la linguistique théorique. Psychologie du langage. Champion, Paris 1908.
- Eléments de grammaire historique du français. Eggimann, Genève 1909.
- La méthode constructive en syntaxe. In: Revue des langues romanes. Band LIX, Montpellier 1916.
- Essai sur la structure logique de la phrase. In: Collection linguistique publiée par la SLP, XX. Champion, Paris 1926.
- L’école genevoise de linguistique générale. In: Indogermanische Forschungen, Band 44, 1927.
- Les trois linguistiques saussuriennes. In: Vox Romanica, Band V., Zürich 1940.